# Jakob Altmaier
Jakob Altmaier (geboren am 23. November 1889 in Flörsheim am Main; gestorben am 8. Februar 1963 in Bonn) war ein deutscher Journalist, Widerstandskämpfer und Politiker (SPD).
Als Jude, Sozialdemokrat und Homosexueller musste Altmaier nach Hitlers Machtübernahme 1933 aus Nazideutschland fliehen. Seine Sprachkenntnisse, gesellschaftliche Gewandtheit, europaweiten politischen Kontakte, journalistischen Fähigkeiten und die Erfahrungen in der SPD-Propaganda, sowie die eigenen Erlebnisse mit der Novemberrevolution 1918 brachten ihn dazu, schon früh von einer künftigen Niederlage des Nationalsozialismus auszugehen und sich auf die späteren Alliierten zu stützen. Er war einer der wenigen deutschen Emigranten, die bereit waren, den NS-Staat militant zu bekämpfen. Sie maßen ihrer Arbeit vor allem den moralischen Wert bei, angesichts der deutschen Anfangserfolge im Zweiten Weltkrieg nicht zu verzweifeln; den strategischen Wert schätzten sie zu Recht gering ein. So war Altmaier aus dem Exil in Großbritannien, Frankreich, Spanien, Jugoslawien, Griechenland, und Ägypten aktiv im Widerstand gegen den Nationalsozialismus tätig. Als Agent der britischen Special Operations Executive (SOE) verkörperte er in dieser NS-Erfolgsphase einen ungebrochenen Widerstandswillen und vermittelte damit auch vielen anderen Flüchtlingen eine Zukunftshoffnung.
Nach Kriegsende war Altmaier Mitglied des Deutschen Bundestages von dessen erster Legislaturperiode 1949 an bis zu seinem Tod sowie der Parlamentarischen Versammlung des Europarates von 1950 bis 1962. Er gilt als Wegbereiter des deutsch-israelischen Wiedergutmachungsabkommens von 1952, dem sogenannten Luxemburger Abkommen. Er bekannte sich zur jüdischen Religion und verstand sich als Repräsentant der jüdischen Bevölkerung der Bundesrepublik Deutschland.
Als Heimatdichter schrieb Altmaier Gedichte und Geschichten zum örtlichen Geschehen in Flörsheimer Mundart (veröffentlicht von 1914 bis in die 1920er-Jahre).

## Leben

### Jugend und Erster Weltkrieg
Jakob Altmaier war der Sohn des jüdischen Bäckermeisters Josef Altmaier und dessen Ehefrau Lina Altmaier, geborene Levi. Altmaier besuchte die Realschule und machte die Mittlere Reife am Gymnasium in Höchst. Er absolvierte seinen Militärdienst als Einjährig-Freiwilliger. Danach begann er eine kaufmännische Lehre in Frankfurt am Main und ein Volontariat und die journalistische Tätigkeit bei der Frankfurter Volksstimme und der Flörsheimer Zeitung. Er schuf unter anderem die Figur des „Gänskippelschorsch“ (Gänsehügelgeorg), unter Bezug auf die um 1900 betriebene Gänsezucht in Flörsheim. Unter diesem Pseudonym schrieb er ab 1914 bis in die 1920er-Jahre in der Flörsheimer Zeitung „Leserbriefe“ in Flörsheimer Mundart.
1913 trat Altmaier in die SPD ein. Am Ersten Weltkrieg nahm Altmaier von 1914 bis 1917 als Kriegsfreiwilliger teil und wurde schwer verwundet. Von 1917 bis 1919 war er Redakteur der sozialdemokratischen Volksstimme in Frankfurt am Main. Er beteiligte sich 1918 aktiv an der Novemberrevolution. Er wurde politischer Sekretär des Präsidiums des Soldatenrates und unter anderem als erster Presse-Zensor eingesetzt. Über die Erlebnisse von den letzten Kriegstagen bis zur Wahl der Nationalversammlung schrieb er das (teilweise illustrierte) Buch Frankfurter Revolutionstage, das 1919 erschien und das er Hermann Wendel widmete. 1919 war Altmaier als Korrespondent des Vorwärts bei den Versailler Friedensverhandlungen.

### Weimarer Republik und Exil
Auch in der Weimarer Republik arbeitete er von 1921 bis 1926 als Journalist bzw. Korrespondent für mehrere sozialdemokratische und linksliberale Blätter in Berlin, u. a. für die Die Weltbühne. Von 1926 bis 1932 berichtete er als Auslandskorrespondent für den Sozialdemokratischen Pressedienst und den Vorwärts aus Belgrad, Paris und London. Danach ging er wieder nach Berlin.
Am 1. April 1933 floh Altmaier aus Deutschland. Im gleichen Jahr wurde ihm von den Nazis seine deutsche Staatsbürgerschaft aberkannt. Als Journalist lebte er meist in Paris mit Aufenthalten als Korrespondent des The Manchester Guardian und Le Populaire in Südosteuropa, vor allem in Belgrad. Von 1937 bis 1938 unternahm Altmaier eine Korrespondentenreisen ins republikanische Spanien und berichtete über den Spanischen Bürgerkrieg. Anfang 1938 war Altmaier als Redakteur und Moderator für den Sender der Deutschen Freiheitspartei an Bord des Sendeschiffes „Faithful Friend“ im Ärmelkanal tätig.
Nach dem Frankreichfeldzug der deutschen Wehrmacht wurde er im Lager Audierne inhaftiert, aus dem er flüchten konnte. Er ging nach Belgrad ins Königreich Jugoslawien und trat in Kontakt mit dem britischen Geheimdienst SIS sowie mit Milan Gavrilović (1882–1976), dem Chef der Landwirtschaftlichen Partei (serbisch Земљорадничка странка Zemljoradnička stranka), welche der serbischen antifaschistischen Opposition zuzurechnen war. Im Auftrag der für Sabotage zuständigen Abteilung „Section D“ des SIS (auch Section IX of SIS oder Statistical Research Department of the War Office; 1938–1940) produzierte er seit Herbst 1939 zusammen mit dem Agrarwissenschaftler Alfred Becker (* 1898 in Pommern) die Zeitschrift Alarm in kroatischer Sprache, ferner Aufrufe an die deutschsprachigen Donauschwaben und weitere Flugblätter, sowohl gegen die Nazis als auch gegen die Kommunisten. Die beiden stellten eine Zeitschrift Deutsche Mitteilungen her, mit einem serbischsprachigen Gegenstück. Zunehmend fabrizierten sie SPD-orientierte sowie katholisch ausgerichtete Druckschriften, die nach Österreich geschmuggelt wurden (durch Slowenien und Ungarn hindurch), was zu Altmaiers Verhaftung führte. Er kam auf britischen Druck frei. Seit Juli 1940 arbeiteten Altmaier und Becker in der Nachfolgeorganisation der „Section D“, der Special Operations Executive (SOE).
Nach dem Balkanfeldzug und der Zerschlagung ihrer Organisation in Jugoslawien wirkte Altmaier von Griechenland aus und Becker wirkte in Istanbul. Später ging Altmaier nach Kairo und war von 1941 bis 1945 Experte für Balkanfragen beim britischen Hauptquartier für den Mittleren Osten.

### Nachkriegszeit und Abgeordnetentätigkeit
Von 1946 bis 1948 war Altmaier Korrespondent verschiedener Pariser Zeitungen und für die sozialdemokratischen Zeitungen Telegraf und Neuer Vorwärts.
Obwohl 30 Verwandte, darunter ein Bruder und zwei Schwestern Altmaiers, während des Holocaust ermordet wurden, kehrte er 1948 auf Bitten Kurt Schumachers nach Deutschland zurück. Seinen offiziellen Wohnsitz nahm er in seiner Heimatstadt Flörsheim, arbeitete aber zunächst weiterhin in Paris. Da Altmaier keine berufliche Zukunft in Deutschland sah, beantragte er im Frühjahr 1949 ein Visum für die Vereinigten Staaten, das er auch erhielt. Erst das Angebot der SPD-Parteiführung, für den siegessicheren Bundestagswahlkreis Hanau zu kandidieren, bewog Altmaier in Deutschland zu bleiben. So wurde er auf Wunsch von Kurt Schumacher als Bundestagskandidat vorgeschlagen und gehörte nach seiner Wahl dem Deutschen Bundestag von dessen erster Legislaturperiode ab 1949 an. Im Bundestag war er von 1949 bis 1953 Mitglied des Ausschusses für Berlin und des Ausschusses für Presse-, Rundfunk- und Filmfragen, von 1953 bis 1957 Mitglied des Ausschusses für Kommunalpolitik, von 1957 bis 1961 Mitglied des Ausschusses für Wiedergutmachung sowie von 1961 bis 1963 Mitglied des Ausschusses für Entwicklungshilfe.

### Einsatz für die Wiedergutmachung
Seit 1950 war Altmaier Mitglied der Parlamentarischen Versammlung des Europarates. 1951 stellte Altmaier für Bundeskanzler Konrad Adenauer die ersten Kontakte zur israelischen Regierung her und übernahm wichtige Vermittlerdienste bei den Verhandlungen zum deutsch-israelischen Wiedergutmachungsabkommen. Am 10. September 1952 nahm Altmaier auf Adenauers Einladung an der Unterzeichnung des Luxemburger Wiedergutmachungsabkommens teil, an dem er mitgewirkt hatte. 1957 wurde er Mitglied der Versammlung der Westeuropäischen Union. Im April 1958 war Altmaier Mitglied der Bundestagsdelegation bei der Feier zum zehnjährigen Bestehen des Staates Israel.

### Tod im Amt
Jakob Altmaier verstarb am 8. Februar 1963 am Schreibtisch seines Bundestagsbüros im Bonner Bundeshaus an einem Herzinfarkt. Fünf Tage später wurde er unter großer Anteilnahme der Bevölkerung und der Repräsentanten des politischen, gesellschaftlichen und religiösen Lebens auf dem, während der Zeit des Nationalsozialismus geschändeten, jüdischen Friedhof seiner Geburtsstadt Flörsheim am Main beerdigt. Die Trauerreden hielten Carlo Schmid, Herbert Wehner und der israelische Botschafter Felix Elieser Shinnar.

## Schriften (Auswahl)
- Frankfurter Revolutionstage mit Illustrationen nach zeitgeschichtlichen Aufnahmen. Union-Druckerei u. Verlagsanstalt, Frankfurt am Main 1919 (archive.org [abgerufen am 8. Januar 2024]). [Digitalisat im Internet Archive]
- Sur le front de la liberté : un reportage en Espagne républicaine : articles parus dans Le Populaire de Paris, organe central du Parti Socialiste (S.F.I.O.). Impr. coopérative Etoile, Paris 1938.
- Meine Arbeit und Mitwirkung am ‚Israel-Vertrag‘. In: Archiv der sozialen Demokratie. Mai 1959 (Memorandum für General Julius Klein).

## Ehrungen
Die Stadt Flörsheim verlieh Altmaier 1954 die Ehrenbürgerwürde. Nach Altmaier sind die Jakob-Altmaier-Straße in Hanau sowie die Altmaierstraße in Flörsheim am Main benannt.

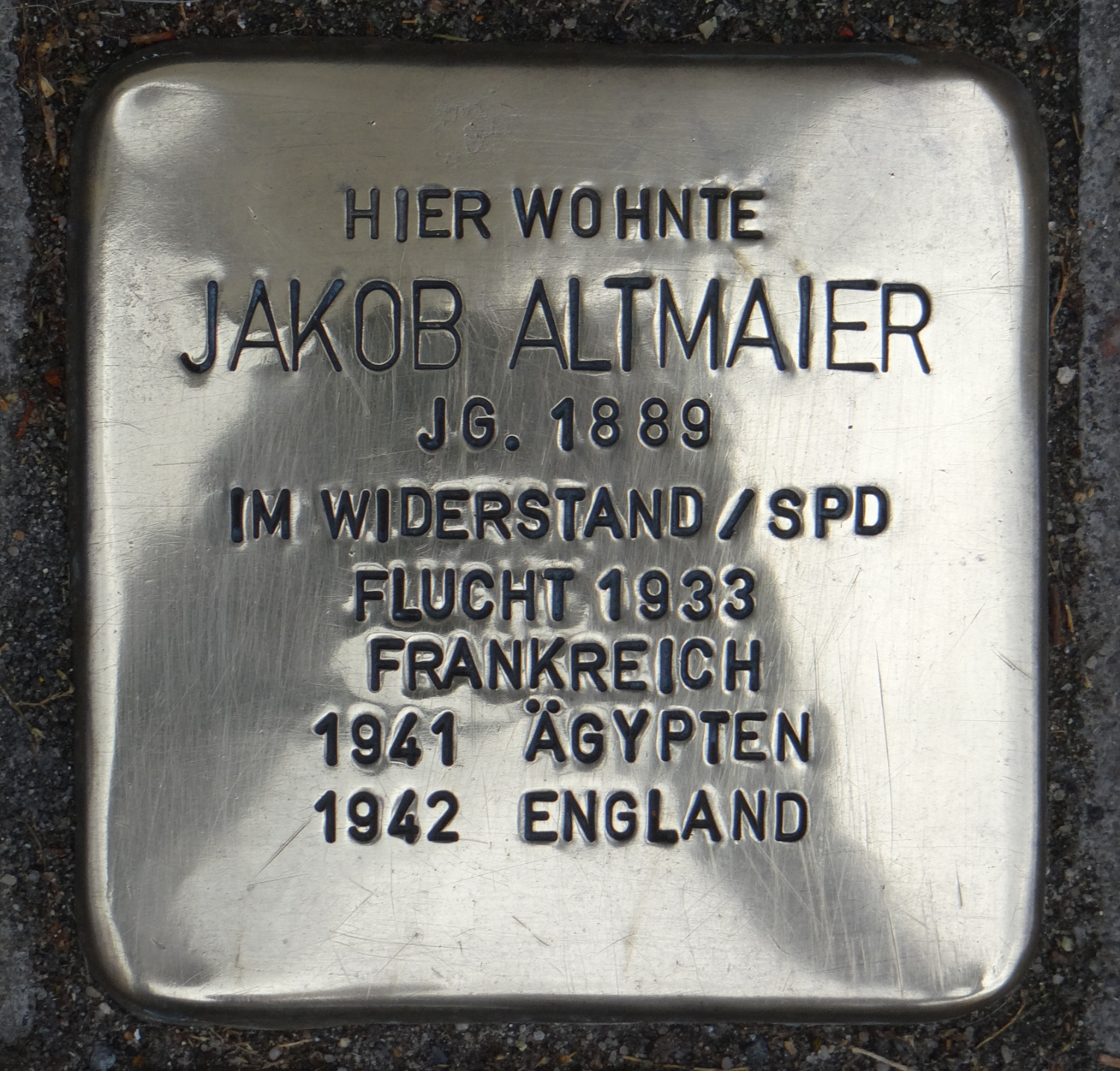
Stolperstein für Jakob Altmaier vor seinem Elternhaus in Flörsheim am Main.

Vor Altmaiers Elternhaus in der Hochheimer Straße 4 in Flörsheim am Main wurde zu seinem Gedenken am 25. Juni 2019 ein Stolperstein verlegt.
An seine Tätigkeit als Heimatdichter unter dem Pseudonym „Gänskippelschorsch“ erinnert heute ein 1966 von Gerhard Hartmann errichtetes denkmalgeschütztes Denkmal aus Sandstein auf eben diesem sogenannten Gänskippel (Gänsehügel) in Flörsheim.

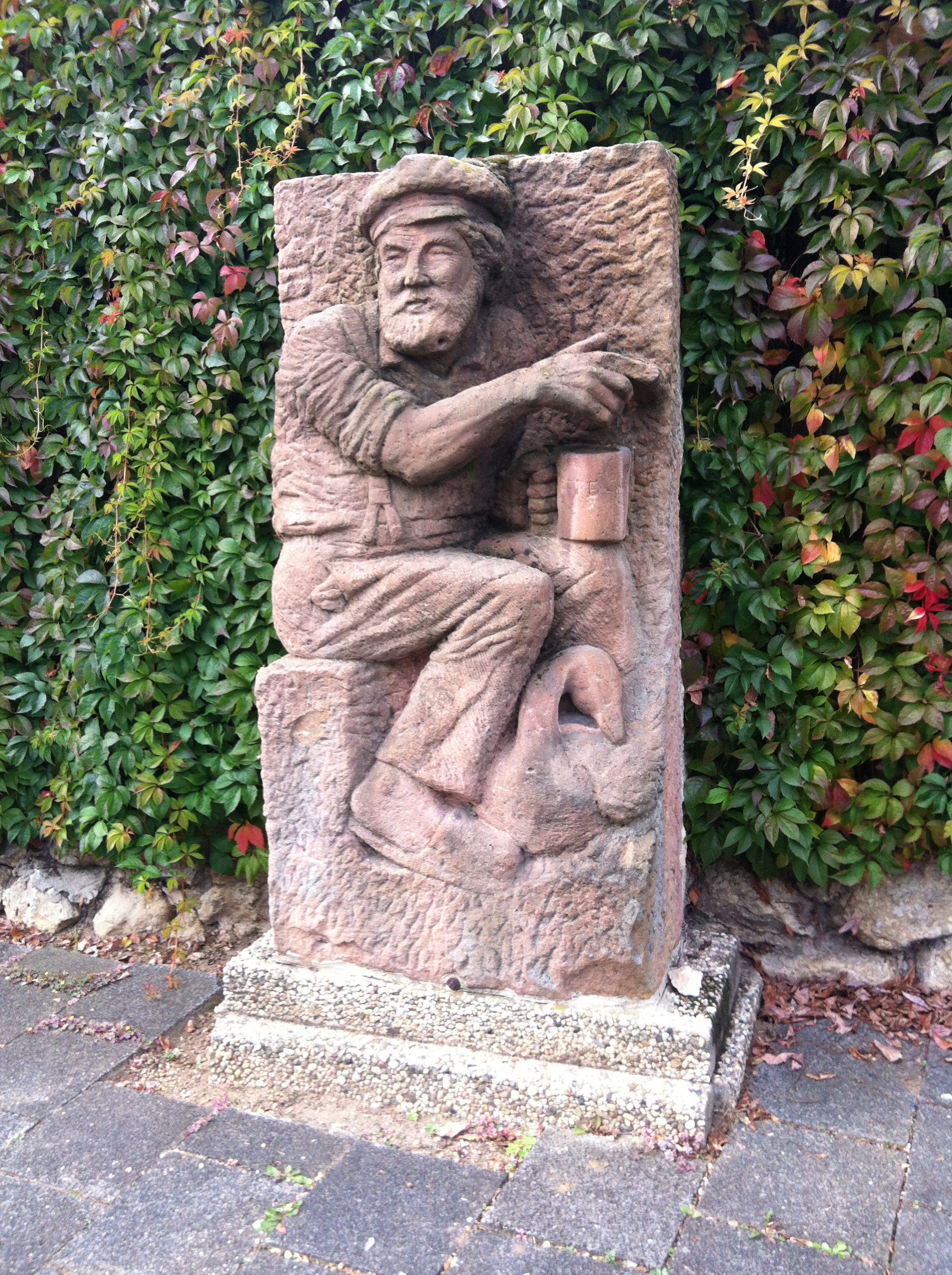
Darstellung der von Altmaier entwickelten Figur des „Gänskippelschorsch“ in Flörsheim am Main.

## Rundfunkberichte
- Bettina Leder: Der gerade Gang – Die Geschichte Jakob Altmaiers aus Flörsheim. In: hr2.de. hr2-kultur, 22. Dezember 2019, abgerufen am 12. Oktober 2020 (Radio-Feature).